# Baum-Hasel
Die Baum-Hasel (Corylus colurna), auch Türkische Hasel, Türkische Haselnuss oder Byzantinische Hasel genannt, ist eine Pflanzenart aus der Gattung Hasel (Corylus) innerhalb der Familie Birkengewächse (Betulaceae). Ihr natürliches Verbreitungsgebiet reicht von Südosteuropa und Kleinasien über den Transkaukasus und den Kaukasus bis in den Himalaya. Sie zeichnet sich durch eine außerordentliche Toleranz gegenüber Dürre aus, so dass sie als Baumart im Klimawandel prädestiniert ist. Sie hat ein wertvolles Holz, weswegen sie auf dem Balkan stark dezimiert wurde.

## Beschreibung

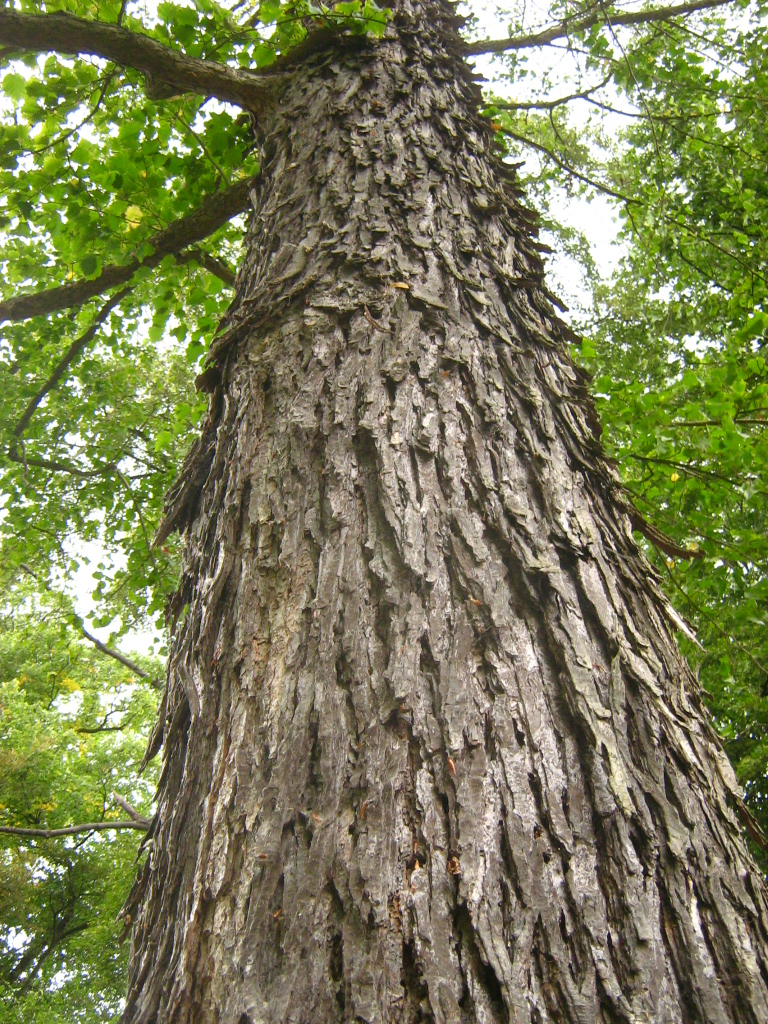
Stamm und Borke eines alten Exemplars

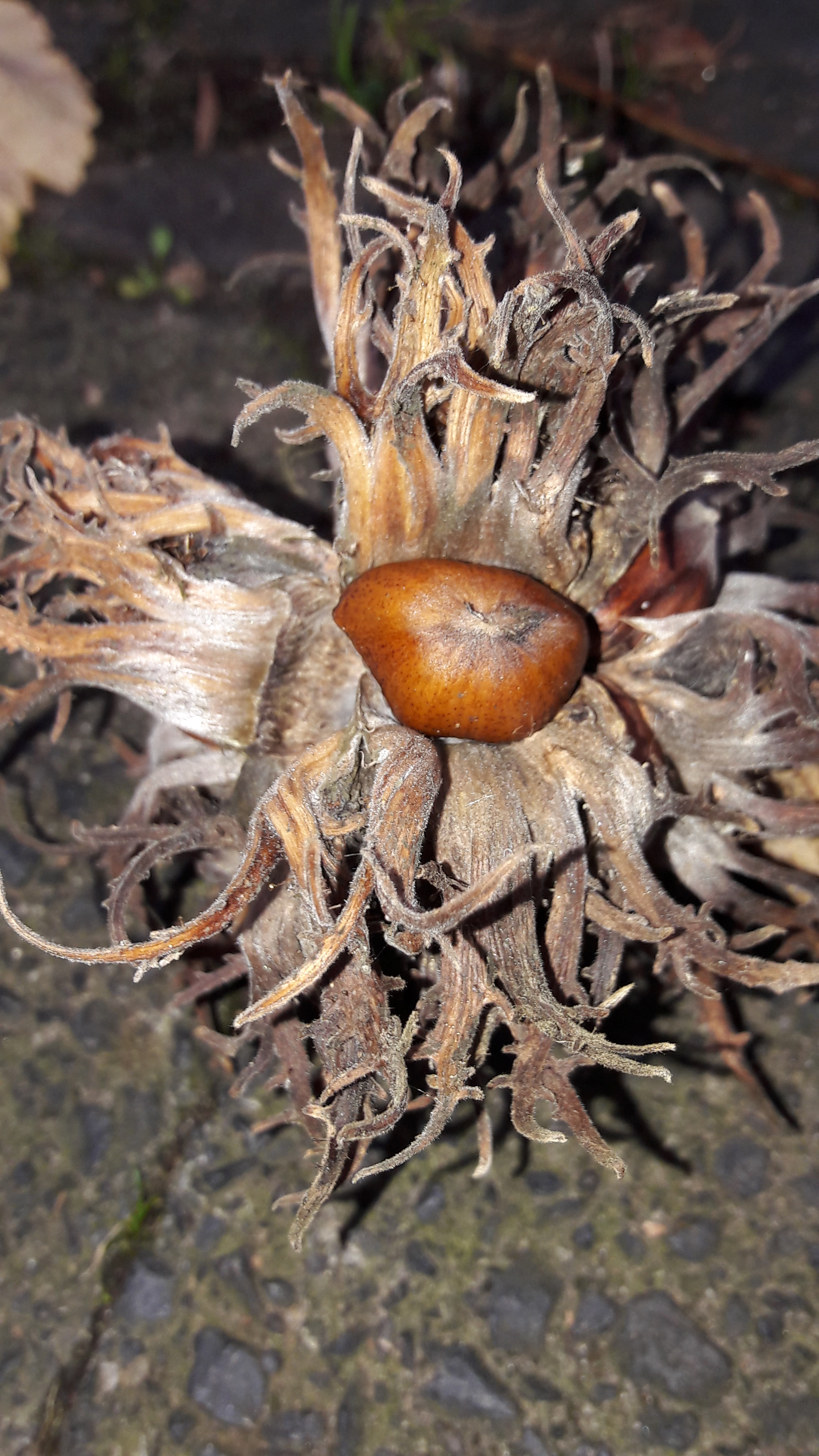
Reifer, bereits vom Baum gefallener, Fruchtstand

Die Baum-Hasel wächst als sommergrüner Baum, normalerweise mit geradem Stamm und pyramidenförmiger Baumkrone, seltener als Strauch. Sie erreicht wild wachsend in Europa eine Wuchshöhe von gut 20 Metern, insgesamt werden Wuchshöhen bis 40 Meter angegeben. Der Stamm erreicht Durchmesser von normalerweise 30 bis 60, in Ausnahmefällen bis 120 Zentimeter. Junge Triebe sind drüsenhaarig. Die Borke ist korkig, längsrissig und grau gefärbt.
Die wechselständig und zweizeilig an den Zweigen angeordneten Laubblätter sind in Blattstiel und Blattspreite gegliedert. Sie erreichen 7 bis 18 Zentimeter Länge. Die einfache Blattspreite ist herzförmig, rund, oval, eiförmig oder verkehrteiförmig, manchmal schwach gelappt, der Rand der Blattspreite meist doppelt gesägt, gelegentlich gezähnt, die Spitze (Apex) spitz bis lang zugespitzt. Der Blattstiel erreicht bis 2,5 Zentimeter Länge, er ist normalerweise glatt, gelegentlich schwach drüsenhaarig. Die Blätter sind unterseits behaart, oberseits glatt oder fast glatt. Die Nebenblätter sind lanzettlich und zugespitzt (nicht abgerundet wie bei der Gemeinen Hasel).
Die Hasel-Arten sind einhäusig getrenntgeschlechtig (monözisch). Die männlichen Blütenstände (Kätzchen) stehen an Kurztrieben in vielen traubenartigen Gruppen. Sie sind bei der Baum-Hasel hängend und bis zu 12 Zentimeter lang. Die Baum-Hasel blüht im späten Winter bis zum zeitigen Frühjahr.
Die Früchte, die für die Gattung typischen Nüsse, reifen in aus fünf bis acht (selten von zwei oder bis zehn) Nüssen bestehenden Fruchtständen. Sie stehen gedrängt und sind jeweils von einer vielfach geschlitzten Hülle umgeben, die etwa zwei- bis dreimal so lang wie die Nuss ist. Die Hüllzipfel sind bis fast zum Grund geteilt und lang zugespitzt, sie sind etwas fleischig und sehr dicht drüsig behaart. Die Nüsse sind mit etwa 1 bis 2 Zentimeter Durchmesser im Vergleich zur Gemeinen Hasel (Corylus avellana) deutlich kleiner. Sie sind eiförmig, fast rund bis abgeflacht, manchmal kantig. Sie sind bei der Wildform meist bis zur Reife fest mit der Hülle verwachsen, bei Kultivaren aber abgetrennt und fallen nach der Reife heraus Die Nüsse sind zwar essbar,  sind jedoch aus der sehr harten Hülle mit einem herkömmlichen Nussknacker nur mühsam zu gewinnen.
Die Chromosomenzahl beträgt 2n = 28.

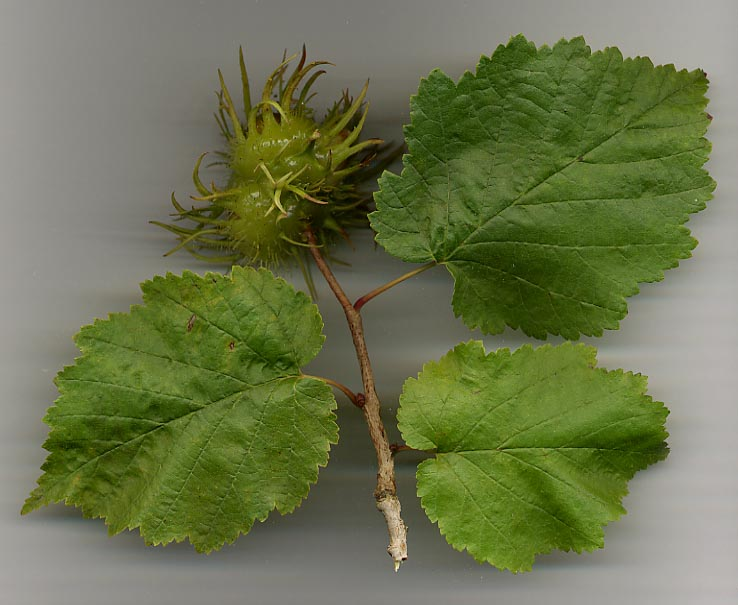
Zweig mit gestielten Laubblättern und Fruchtstand
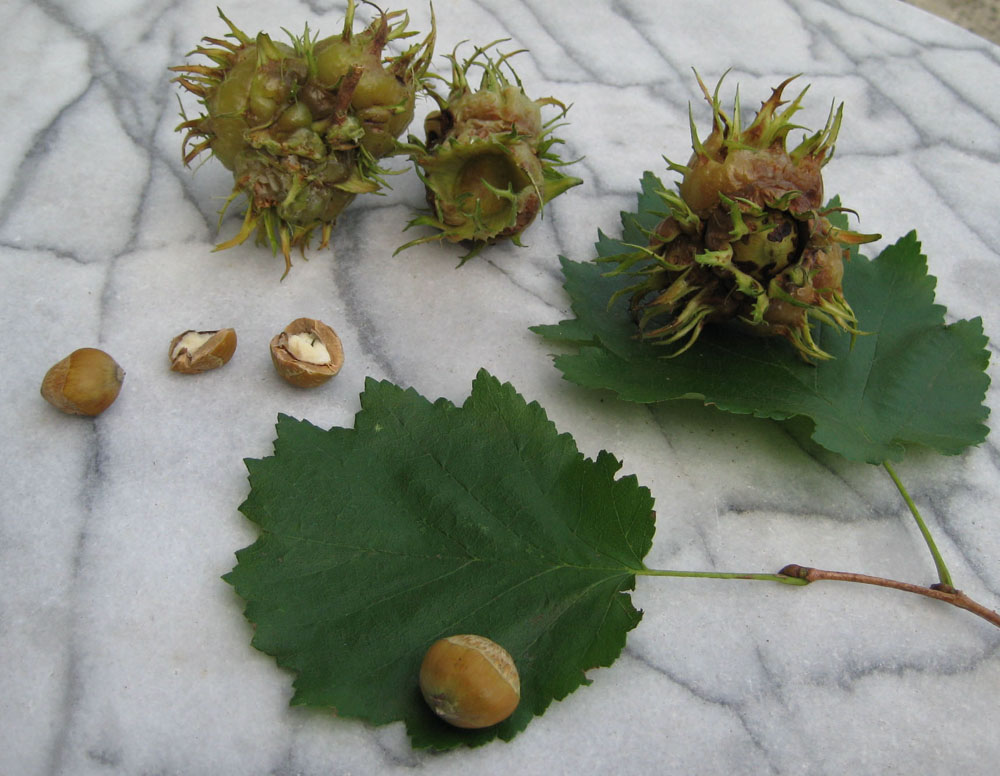
Zweig mit gestielten Laubblättern und Fruchtstand
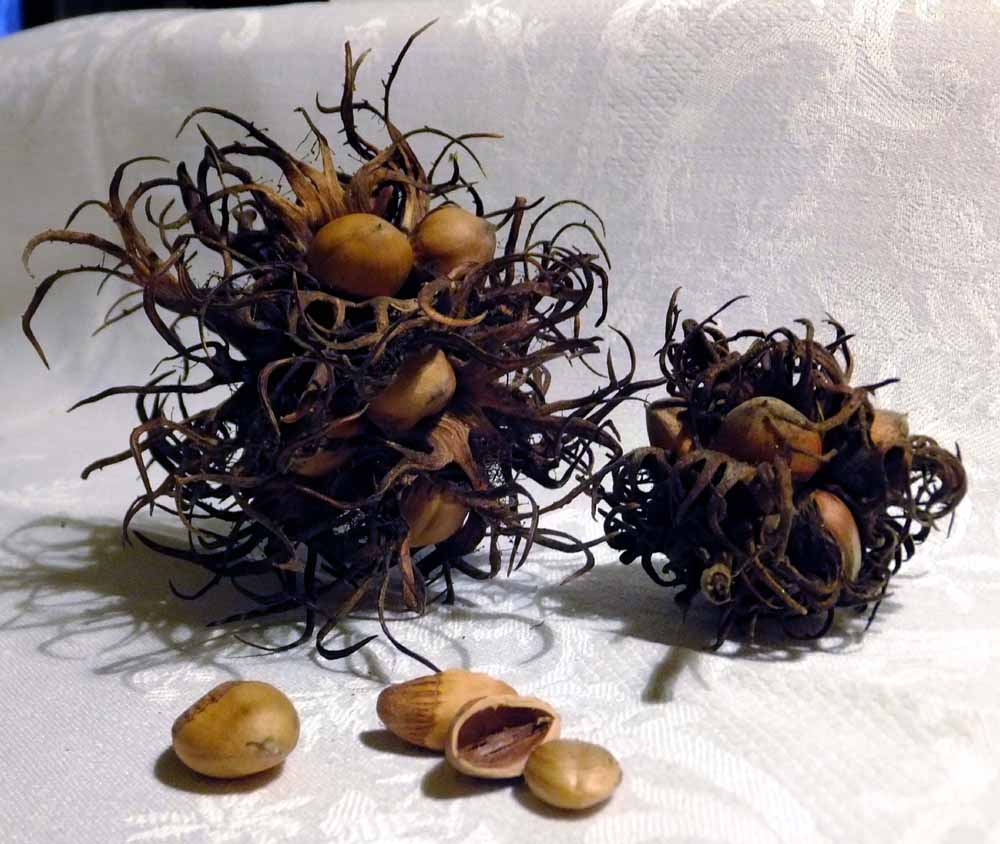
Reife Früchte

## Vorkommen
Die Baum-Hasel kommt von Südosteuropa bis zum nördlichen Iran vor. Sie gedeiht in Europa, im nordwestlichsten Abschnitt ihres Verbreitungsgebiets, in Gesellschaften der Ordnung der wärmegebundenen Flaumeichenwälder (Quercetalia pubescentis-petraeae).
Das nördlichste autochthone Vorkommen befindet sich bei Oravita (Rumänien), nicht weit vom Eisernen Tor der Donau entfernt. Die Art besiedelt in Rumänien nur ein kleines Areal ganz im Westen, südlich der Südkarpaten. Die westlichsten Vorkommen sind in Bosnien-Herzegowina.
Nedyalkov (1978) erwähnt natürliche Vorkommen im Norden des Iran in den Bergen der Hyrkanischen und Turanischen Region. Alexandrov (2014) veröffentlichte eine Verbreitungskarte mit Vorkommen im Iran und Afghanistan. Die Literaturangaben über Vorkommen im Iran sowie in Afghanistan erscheinen allerdings unsicher, weil Forstwissenschaftler des Iran (Sagheb-Talebi) keine aktuellen Vorkommen bestätigen konnten.

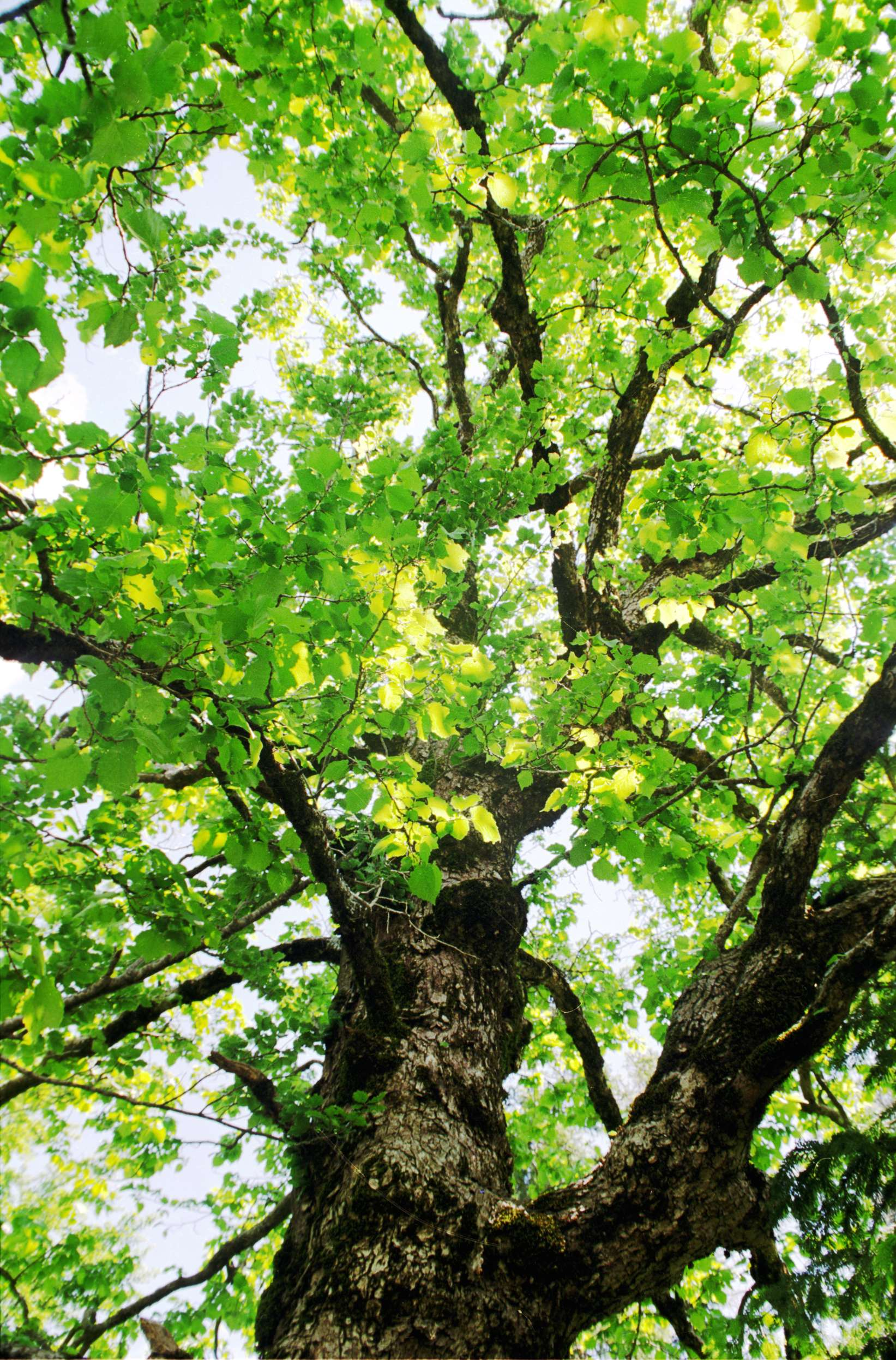
Am Wildstandort im „montanen Mischwald mit Weißtanne“ im Orjen, Montenegro

### Waldgesellschaft
Die Baum-Hasel kommt überwiegend einzeln oder truppweise eingemischt in Buchenwäldern (einschließlich Wäldern der Orientbuche) in höheren Lagen und Eichenwäldern in tieferen Lagen vor. In der Türkei ist sie typisch für Orientbuchenwälder der euxinischen Region (südlich des Schwarzen Meeres). In Serbien und Nordmazedonien tritt sie in Schluchtwäldern der Rotbuche auf. In Montenegro kommt sie zusammen mit Tanne und Buche vor.
Sie ist konkurrenzschwach (ähnlich wie die Elsbeere) und hat ihr ökologisches Optimum da, wo andere Baumarten ihr auf trockenen Standorten nicht mehr gefährlich werden können. In rumänischen Karstgebieten bildet sie kleine Reinbestände, wo wegen Wassermangels andere Baumarten wie Rotbuche, Spitzahorn, Esche, Elsbeere, Orienthainbuche, Silberlinde oder Birne nicht mehr gedeihen können.

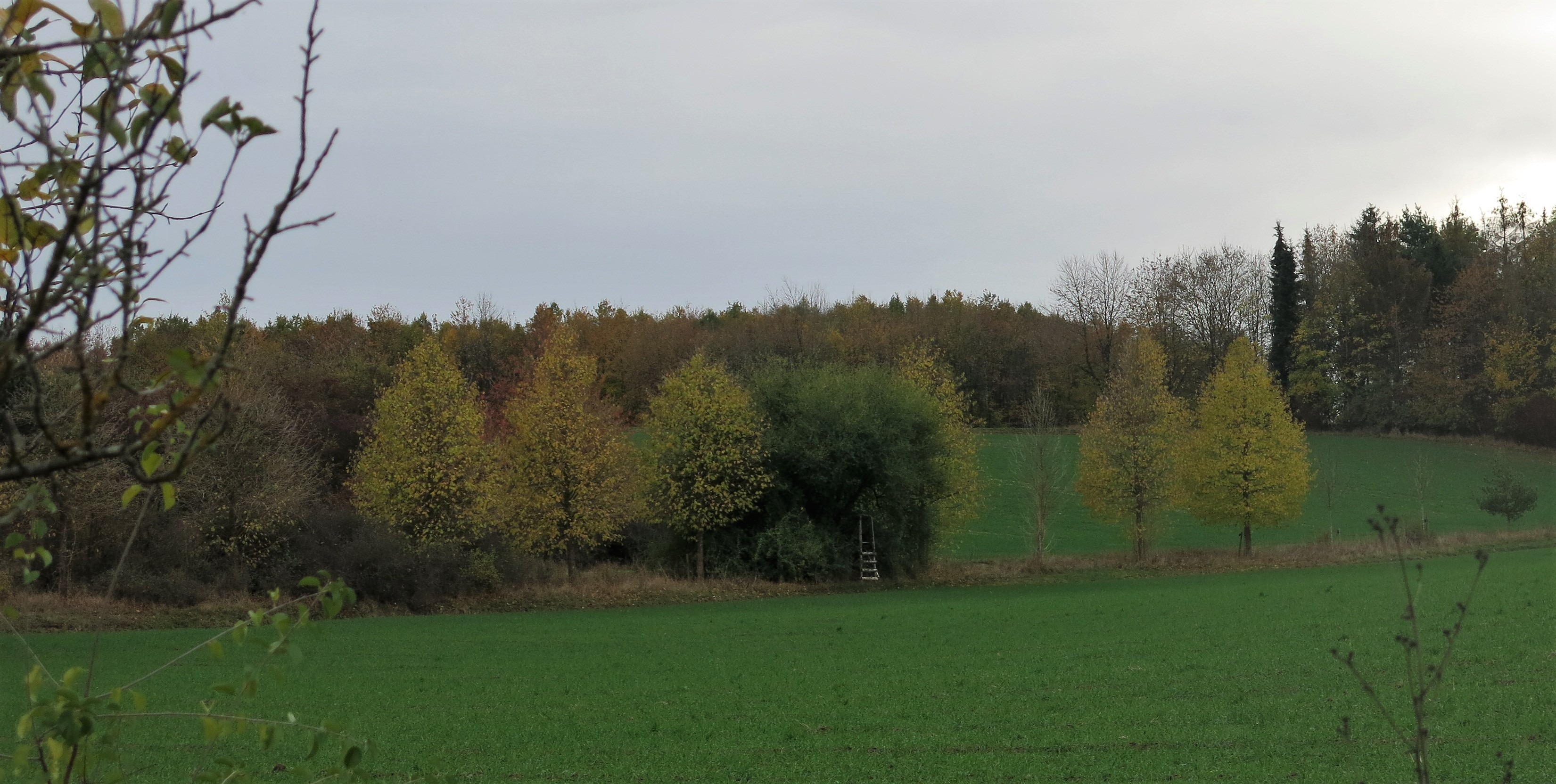
Baum-Hasel als Alleebaum

## Standortansprüche

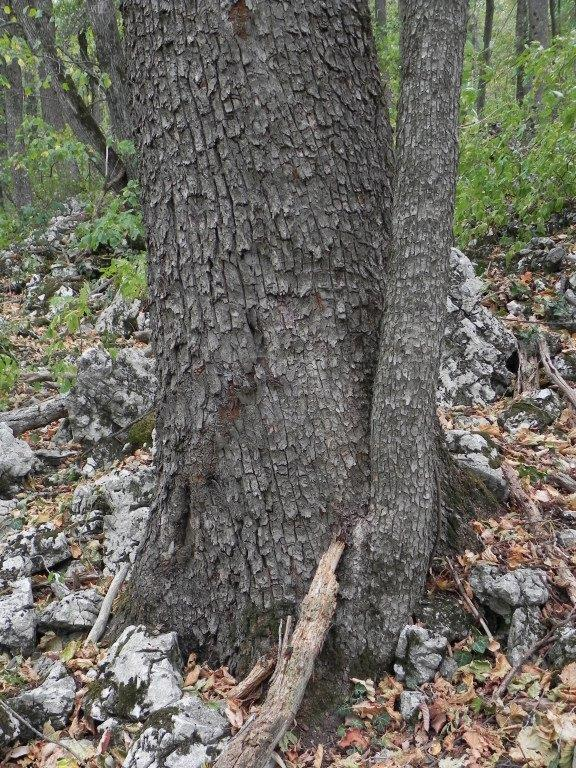
Baum-Hasel wächst auf extrem trockenem, felsigem Standort (Karst; Oravita/Rumänien)

Baum-Hasel wächst in Regionen mit kontinentalem Klima, meist in Regionen mit höheren Jahresniederschlägen in wärmebegünstigten Lagen. Sie kommt in Höhen von 100 bis 1400, ausnahmsweise bis 1700 Meter über dem Meeresspiegel vor. Baum-Hasel wird in die Winterhärtezone 5b eingeordnet, ist also auch in Mittel- und Teilen Nordeuropas frosthart, anbaufähig bis zu Wintertemperaturen von -23,4 °C bis -26,0 °C, wobei sie kurzfristige Extreme von -38,2 °C bis +40 °C übersteht. Sie ist sehr resistent gegenüber Sommerdürre, kann aber auch wochenlange Überflutung aushalten. Aufgrund der dicken Borke ist sie nicht sensitiv gegenüber starker Einstrahlung im Stammbereich und erträgt Schäden durch Schneebruch gut. Baum-Hasel gedeiht nur in Regionen mit mindestens 500 Millimeter Jahresniederschlag. Sie wächst optimal auf Böden mit pH zwischen 5,5 und 8, auf basenreichen, aber stickstoffarmen Böden. Für die türkischen Vorkommen im Schwarzmeergebiet wird angegeben: Höhenverbreitung zwischen 700 und 1600 Metern, mittlere Jahrestemperatur von 8,83 °C (Spanne von 6.9 – 11 °C), mittlerer Jahresniederschlag 654 mm (Spanne von 477 – 952 mm).

## Biotische und abiotische Gefahren
Baumhasel sind im Alter sehr dürretolerant und vertragen auch Spätfröste gut, allerdings werden Jungpflanzen dadurch stärker geschädigt. Spätfröste beim Laubaustrieb (in Mitteleuropa Anfang April) sind problematisch. Vor allem in der Jugendphase kommt es auch zu Verbiss durch Wild und durch Nager, was vor allem eine Naturverjüngung verhindern kann. Das Spektrum der biotischen Schädlinge ist ähnlich wie bei den anderen Hasel-Arten. Berichtet wird über Schäden durch den Blattbräunepilz Phyllosticta coryli und Verticillium-Welke durch Verticillium dahliae. An Trieben können als Schwächeparasiten die Pilze Diaporthe decedens und Henderosonia corylaria problematisch sein. In Baumschulen sind Rostmilben der Gattung Aculops schädlich. Weitere Schäden verursachen die Käferarten Grauer Knospenrüssler (Peritelus sphaeroides) und Japankäfer (Popillia japonica).

## Wachstum

### Alter bzw. Altersschätzung
In der Literatur findet sich als maximales Alter 200 Jahre (Alexandrov 1995, S. 217) bzw. 200 Jahre (bei Schmidt 2003). In Oravita (Rumänien) wurden Bäume gebohrt und das Alter auf 330 Jahre geschätzt.
Bei Afyon-Derecine (Türkei) steht ein Baum, dessen Alter auf 340 Jahre geschätzt wird, ein weiterer wird auf 620 Jahre geschätzt (Genc 1998). Bei Rogatica (Bosnien) wird ein Baum mit dem BHD 240 cm auf 460 Jahre geschätzt.
Das Problem bei alten Bäumen besteht darin, dass der Baumstamm hohl ist bzw. man mit dem Zuwachsbohrer nur die äußeren 30 cm des Stamms beproben kann. Das Alter muss anhand der außen gebohrten Jahrringe geschätzt werden. Man weiß leider nicht, wie breit die Jahrringe im Inneren des Stamms waren. Alte Bäume können in den letzten Jahrzehnten sehr enge Jahrringe bilden. Wenn man unterstellt, dass sie auch in der Jugend ähnlich enge Jahrringe gebildet haben, wird das Alter ganz erheblich überschätzt. Die Wurzel wird als Pfahlwurzel ausgebildet, die bis zu 4 Meter tief wächst. Die Krone ist in der Jugend oft pyramidenförmig oder spitz ausgeformt, im Alter generell breiter und gerundet.

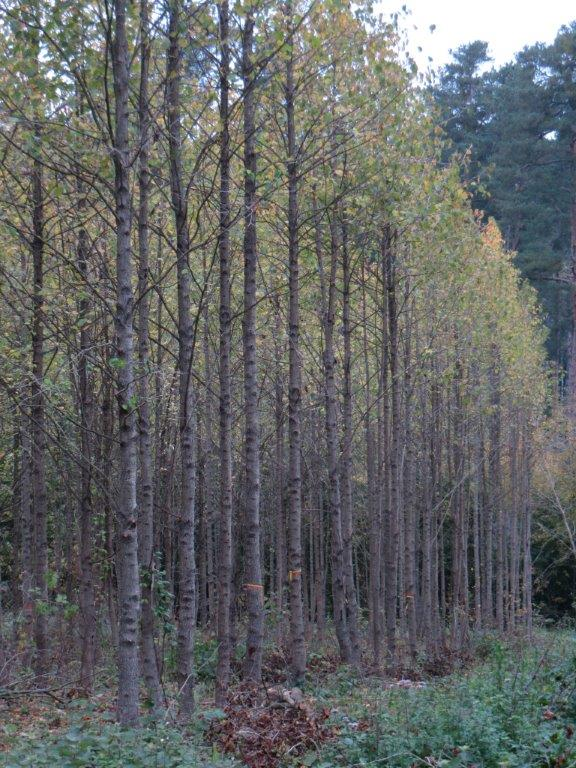
Ausgesprochen geradschaftige Stämme, 11-jährig, Verband 3x1m (Versuchsfläche Glaswein / Waldviertel Österreich)

Die natürliche Astreinigung ist sehr gut. Ein eindrucksvolles Beispiel ist der Bismarckwald bei Würzburg, wo Stämme mit 15 m astfreiem Stamm zu sehen sind. Die Baum-Hasel ist somit kein Totasterhalter wie die Kirsche.

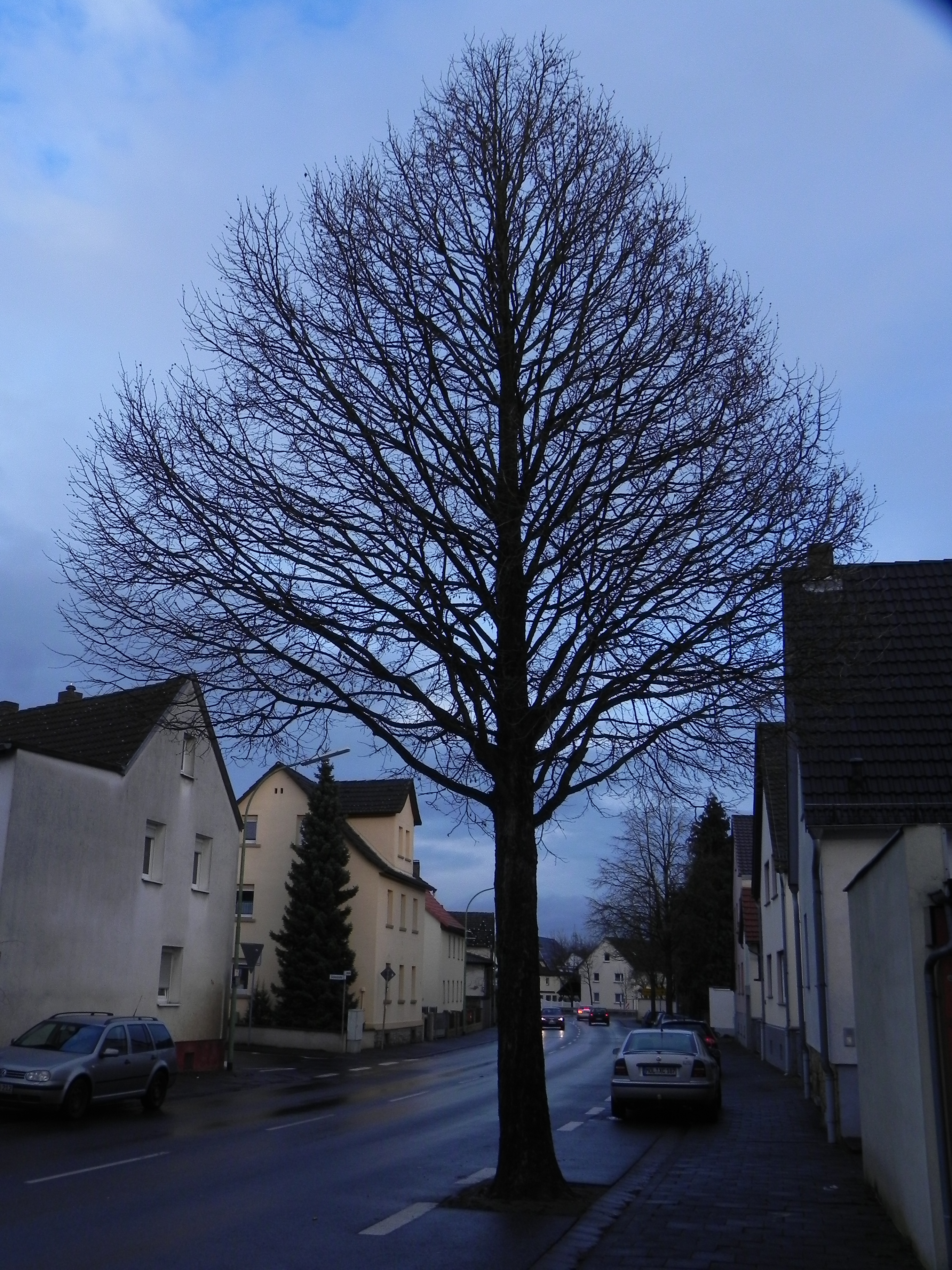
Wipfelschäftiger Straßenbaum (Dorheim/Hessen)

Der Anteil der geraden Stämme ist bei Baum-Haseln ausgesprochen hoch. Ein besonderes Charakteristikum der Baum-Hasel ist der ausgeprägt wipfelschäftige Wuchs, ähnlich wie bei Pappel oder Erle. Die Stämme wachsen meist bis in den Wipfel ohne Zwieselbildung. Daher müssen nicht so viele Pflanzen bei der Kultur gepflanzt werden wie z. B. bei Buche oder Eiche.

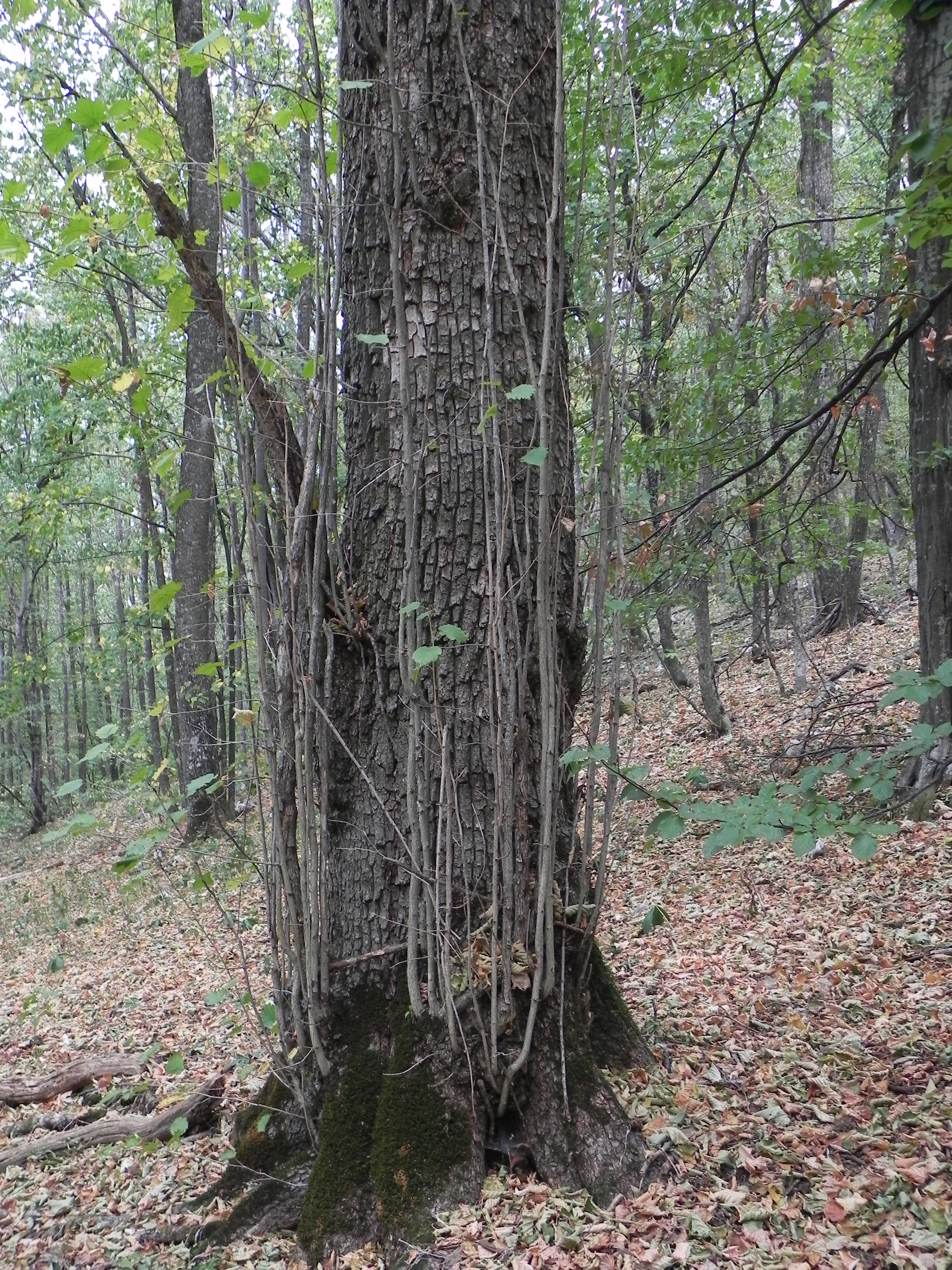
Zahlreiche Stockausschläge an einem Altbaum in Oravita, Rumänien

Bei Wurzelbrut schlagen Schösslinge in größerem Abstand vom Stamm aus der Wurzel aus. Dies ist bei Baum-Haseln bislang nicht bekannt geworden. Stockausschlag ist in dem urwaldartigen Bestand bei Oravita (Rumänien) an zahlreichen Bäumen (direkt am Stamm des Altbaums) zu sehen. Bei jungen Bäumen sind es manchmal zahlreiche wenige Zentimeter dicke Stockausschläge, an Altbäumen wachsen teilweise sehr starke Stockausschläge. Stirbt ein junges Bäumchen ab, werden Johannistriebe ausgebildet.

### Wuchseigenschaften
Baumhaseln erreichen ein Alter von ca. 400 Jahren, eine Höhe von über 30 Metern und einen Brusthöhendurchmesser über 170 Zentimeter. In süddeutschen Versuchspflanzungen wurde ein jährlicher Zuwachs von durchschnittlich 75 bis 87 Zentimeter erreicht. Im Alter von 16 Jahren waren die Bäume 14 Meter hoch. Auf mesotrophen oder trockenen Standorten kann man davon ausgehen, dass die Baum-Hasel im Höhenwuchs mit den ansonsten sehr schnellwüchsigen Bergahornen und Vogelkirschen mithalten kann.

### Bestandesvorrat
In Oravita (Rumänien) ermittelte Neumann (2015) im Naturwald auf 6 Probekreisen Grundflächen von 34–38 m² und Vorräte von maximal 214 Vfm/ha Baum-Hasel, wobei der Gesamtvorrat des Probekreises bei 406 Vfm/ha lag; die anderen beteiligten Baumarten waren Silberlinde, Hainbuche und Esche.

## Anbau in Mitteleuropa
Laut einem Bericht von Clusius soll Valerius Cordus im Jahr 1582 die Baum-Hasel in Mitteleuropa aus Saatgut verbreitet haben, das er von Baron David Ungnad von Weissenwolff (1535–1600), kaiserlicher Gesandter an der Hohen Pforte in Konstantinopel, erhalten habe. Ein Baum in Frankfurt am Main soll bereits 1657 so hoch gewesen sein, dass der spätere Kaiser Leopold I. in seinem Schatten gespeist hätte.
Die ersten Baum-Hasel wurden so auch 1582 aus Constantinopel (Istanbul) nach Schloss Merkenstein (Niederösterreich) gebracht. Beck von Mannagetta schreibt in der 1890 erschienenen Flora von Niederösterreich über Corylus colurna: „Im Jahre 1582 aus Constantinopel nach Niederösterreich gekommen und hier in den Gärten cultiviert; auch manchmal verwildert, wie in den Wäldern bei Merkenstein. Türkische Haselnuss“.
Der Chronist der Pfarren des Stiftes Melk, Ignaz Franz Keiblinger, berichtet „von den ehrwürdigen zwei türkischen Haselnussbäumen (Corylus arborea), welche zur Zeit des Kaisers Leopold I. zwischen 1690–1693 durch den gewesenen kaiserlichen Gesandten in der Türkei, Hofrath Franz Anton Edlen von Quarient und Raal, gepflanzt worden sein sollen, wovon aber der eine im Jahr 1854 ausstarb.“
Vermutlich kann man in allen deutschen Städten Baumhasel als Straßenbaum finden. Seit über hundert Jahren wird sie gepflanzt, zahlreiche ältere Bäume sind in den Städten zu finden. Die Art gilt als stadtklimafest und dürreresistent mit geringen Ansprüchen an den Boden. Der in manchen Jahren starke Fruchtfall wird allerdings im Straßenraum als problematisch eingeschätzt.
Im Wald dagegen wurden vor dem Jahr 2010 in Mitteleuropa nur sehr vereinzelt Baumhasel gepflanzt, obwohl man in vielen Städten sehr gutwüchsige Exemplare findet. Nur eine relativ kleine Waldfläche von ca. 13 ha wurde versuchsweise mit Baumhasel bepflanzt.

## Baumhasel und Klimawandel
Nach dem Freisinger Forstwissenschaftler Christian Kölling gelten Kriterien für neue Gastbaumarten, nach denen auch die Baumhasel möglicherweise geeignet sein könnte. Als Argumente können gelten: Sie erreicht höhere Massen- oder Wertleistung als einheimische Baumarten auf demselben Standort, Baumhasel wächst schneller als Eiche, und erzeugt wertvolles Holz mit hohen Preisen. Günstige Eigenschaften in Bezug auf den Klimawandel könnten sein: Baumhasel hat einen geringen Wasserbedarf, mit ausgeprägten Dürre- und Frostperioden kommt sie klar. Als europäische Baumart kennt sie unsere Großwetterlagen. Es gibt keine gravierenden Probleme mit biotischen oder abiotischen Schädigungen. Mit Pilzen, Insekten, Frost, Schneebruch, Sturm sind keine Probleme bekannt. Es kommt zu keiner Verschlechterung des Bodenzustands. Ihre Streu ist gut abbaubar, der Boden versauert nicht und wird nicht ausgezehrt. Es ist keine invasive Art. Ihre Verjüngung ist mit Eiche vergleichbar, ihre Früchte werden wie beim Haselbusch gern von Tieren aufgenommen.

## Beispiele für größere Bestände der Baum-Hasel

### Der größte deutsche Altbestand: Bismarckturm bei Würzburg
Am nördlichen Stadtrand von Würzburg, 150 m westlich des Bismarckturms befindet sich ein etwa 0,6 ha großer Bestand, der 1950 bei der Anlage des Stadtrandwaldgürtels gepflanzt wurde. Rund 70 herrschende Bäume mit maximalen Höhen von 22 m und BHD bis 29 cm sind hier zu finden. Die Kronen sind klein, viele Baum-Haseln weisen nur kleine Pinselkronen auf, da der Bestand nie durchforstet wurde und nur aus Gründen der Verkehrssicherungspflicht Bäume entnommen wurden. Entsprechend gering ist die Durchmesserentwicklung. Beeindruckend ist die hervorragende Astreinigung, viele Stämme sind auf 15 m astfrei. Im Bestand beigemischt sind Spitzahorn und Esche, diese haben wesentlich größere Kronen als die Baum-Hasel, sind aber nur geringfügig höher.

### Ein großer, urwaldartiger Reinbestand in den rumänischen Karpaten: Oravita
Im Nationalpark Cheile Nerei-Beușnița, 100 km südsüdöstlich von Timișoara (Temeschburg), befindet sich ein sehr naturnaher Baumhaselbestand mit einer Größe von 17 ha. Der Bestand liegt in einer Höhenlage von 570 – 800 m ü. NN, wo im Winter ein Meter Schnee liegen kann, während die Sommer oft nur wenig Niederschläge bringen. Das Ausgangsgestein ist verkarsteter Kalkstein, der Bestand ist großflächig blocküberlagert mit sehr hohem Skelettanteil und sehr geringem Feinbodenanteil; oft steht der blanke Fels an. Es ist bemerkenswert dass auf solch kargem Untergrund starke Bäume wachsen können. Diese Baumhasel erreichen allerdings nur eine Höhe von 20 m. Auf sehr trockenen Flächen fallen andere Baumarten aus und Baumhasel bildet dann Reinbestände.
In Arealen mit besserem Boden stehen 30 m hohe Baumhasel und der Anteil der anderen Edellaubbaumarten Berg- und Spitzahorn, Kirsche, Elsbeere, Silberlinde, Hainbuche und Rotbuche nimmt zu.
Auffällig ist der hohe Anteil der wipfel- und geradschäftigen Bäume. Bemerkenswert ist, dass an vielen Stämmen Stockausschlag zu sehen ist, teilweise sind es Dutzende dünner Ruten, manchmal auch nur vereinzelte. Gelegentlich stehen Altbäume sehr eng beieinander, offensichtlich sind sie aus Stockausschlägen hervorgegangen. Naturverjüngung findet man im gesamten Bestand praktisch gar nicht, so dass vermutlich die Vermehrung über Stockausschläge eine große Bedeutung hatte.
Der stärkste Stamm, ein Triesel (nicht Zwiesel), hatte einen Brusthöhendurchmesser (abgekürzt: BHD) von 115 cm, Zwiesel mit BHD 97 cm bzw. 107 cm wurden gemessen und der stärkste wipfelschäftige Baum hatte einen BHD von 101 cm. Auf 3 Probekreisen mit besonders hohem Baumhaselanteil wurden Vorräte für alle Baumarten von 264 Vfm / ha ermittelt, der Anteil der Baumhasel betrug bei den starken Bäumen (> 50 cm BHD) 57 bis 71 %. Mehrere Bäume wurden gebohrt und die Jahrringstärken ermittelt, sie lagen über längere Perioden bei 0,4 bis 2,2 mm, ausnahmsweise bei 4 mm. Zu berücksichtigen ist, dass es sich um einen trockenen Standort mit geringen Zuwächsen handelt und dass keine Durchforstungen stattfanden. Die Kronendurchmesser sind entsprechend gering. Das Alter der ältesten Bäume wurde anhand der Bohrkerne auf 300 Jahre geschätzt. Da nicht bis zum Stammzentrum gebohrt werden konnte, wurde anhand der Jahrringstärken eine Schätzung vorgenommen.
Auf 6 repräsentativ ausgewählten Probekreisen betrug der Baumhaselanteil durchschnittlich 33 % (20–50 %), die Bestandesgrundfläche 34 – 38 m²/ha, der Vorrat aller Baumarten 383 – 428 Vfm / ha. Die Baumhöhen lagen zwischen 22 und 30 m, der Kronendurchmesser bei den stärksten Bäumen betrug 7 m (bei Baumhaseln in der Stadt liegt er oft bei 15 m.)

Dieser Bestand ist eine Ausnahmeerscheinung, weil er so großflächig ist und weil er auch Bereiche beinhaltet, wo Baumhasel auf Bereichen mit hohem Feinerdeanteil zu großen Bäumen heranwachsen kann. Meist findet man Baumhasel auf dem Balkan nur auf kargen, trockenen Böden, weil die konkurrenzkräftigen Baumarten wie Buche, Ahorn, Esche, Kirsche ihn auf den besseren Standorten nicht zum Zuge kommen lassen. Daher sind meist nur geringwüchsige Baumhasel zu sehen.

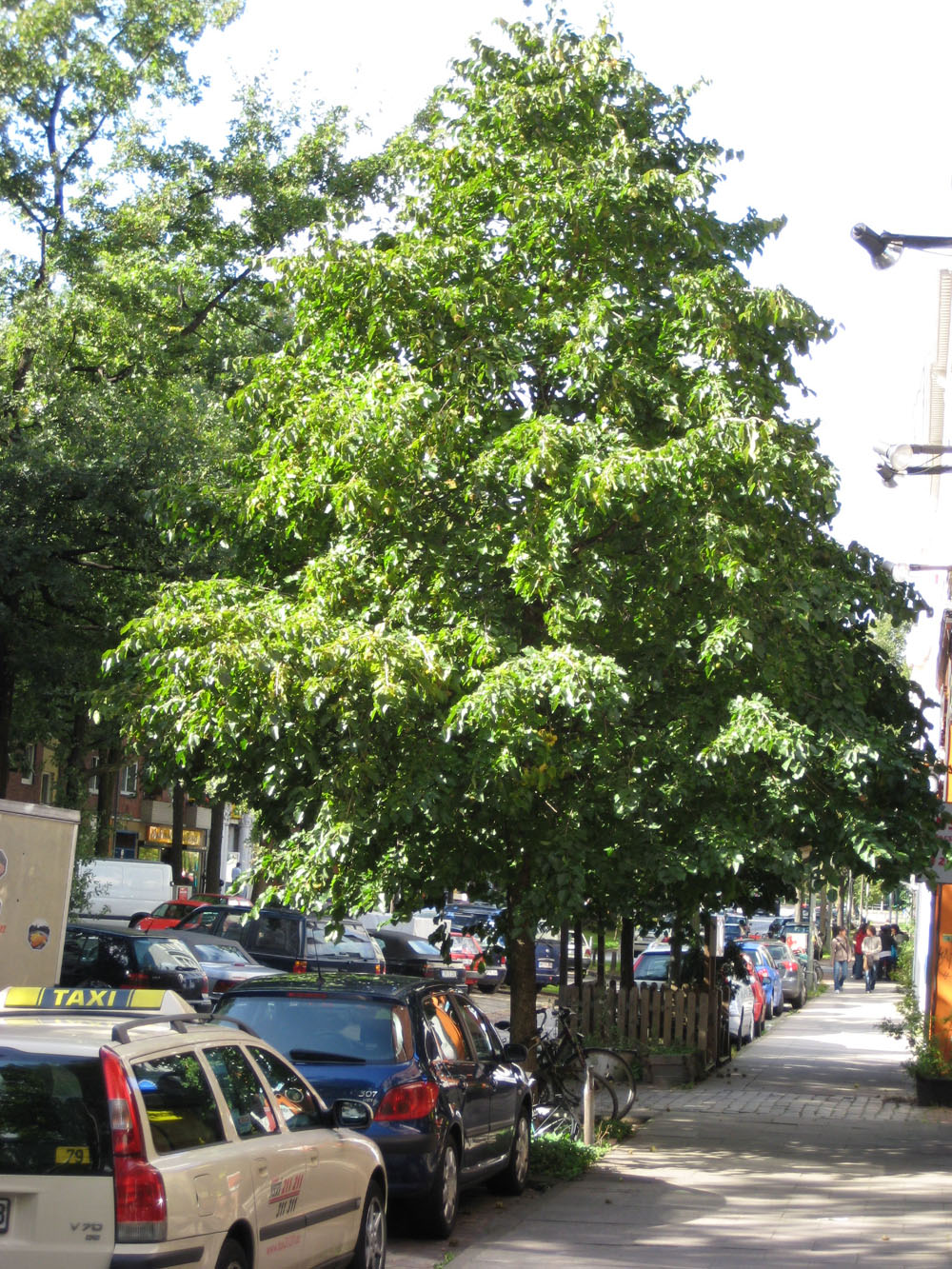
Baum-Hasel als Straßenbaum

## Nutzung
Die Nüsse der Baumhasel sind essbar und können wie andere Haselnüsse verwendet werden. Die Art wird aber nicht kommerziell zur Nussernte angebaut, bisher wurden nur erste Voruntersuchungen des Potenzials in der Türkei durchgeführt. In Serbien wird die Art als Unterlage für das Pfropfen von Corylus avellana-Reisern verwendet. Vorteile sind der aufrechte Wuchs, der die maschinelle Ernte erleichtert und das Fehlen von Wurzelbrut. Die Methode wird aber wegen zahlreicher Nachteile nicht oft angewendet; unter anderem neigt die Unterlage zum Durchwachsen unter Verdrängung der Edelreiser, außerdem ist die Vermehrung nicht ganz einfach.
Aufgrund ihrer Robustheit und ihres schlanken Wuchses wird die Baum-Hasel in Mitteleuropa gerne als Straßenbaum gepflanzt.

### Holz
Das Holz ist lichtbraun und zur Herstellung von Möbeln und Schnitzereien geeignet. Zu unterscheiden ist an älteren Stammquerschnitten jeweils zur Hälfte ein helles Splintholz und ein dunkleres, rotbraunes Kernholz. Es ist mittelhart, elastisch und zerstreutporig, in seinen Eigenschaften vergleichbar zu Bergahorn-Holz.
Es hat ein exzellentes Stehvermögen, ändert also seine Form auch bei Änderung der Feuchtigkeit nicht mehr, wenn es einmal getrocknet war. Die Dimensionsstabilität (bei Holz auch: das Stehvermögen) bezeichnet die Eigenschaft von Stoffen, unter wechselnden Umgebungsbedingungen (Temperatur, Luftfeuchtigkeit etc.) maßhaltig zu bleiben.

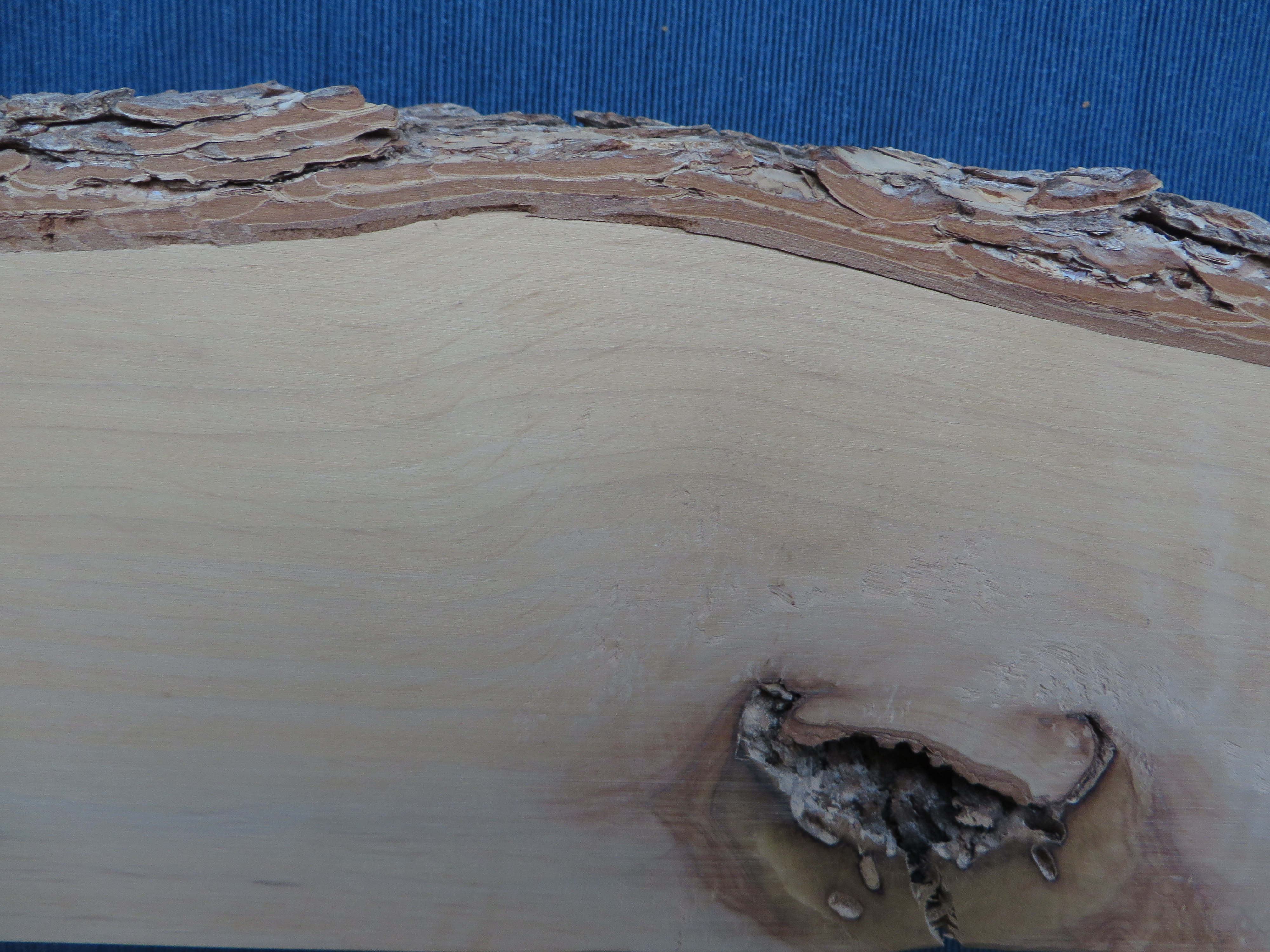
Holzstück mit überwalltem Ast

Das Holz war in Wien vor 1850 neben der Eibe das beliebteste und kostbarste Möbelholz. Nachdem die Naturwälder für Wien kein Baumhaselholz mehr liefern konnten, wurden Tropenhölzer wie Meranti als Ersatz eingesetzt. Es wird außer als massives Möbelholz für Furnierherstellung genutzt sowie als Drechslerholz. Als Brennholz hat es einen hohen Brennwert.